# Mamenchisaurus jingyanensis
Mamenchisaurus jingyanensis (zh. "reptil de Mamenchi de Jingyan") es una especie y tipo del género extinto Mamenchisaurus  de dinosaurio saurópodo mamenquisáurido que vivió a finales del período Jurásico, hace aproximadamente entre 163 a 157 millones de años, durante el Oxfordiense, en lo que hoy es Asia.  Mamenchisaurus jingyanensis podría tener hasta 26 metros de largo, pero solo les sobreviven esqueletos muy fragmentarios. Mamenchisaurus jingyanensis descrita por Zhang, Li y Zeng en 1998, del Bajio Sichuan, Formación Suining  y Formación Penglaizhen.  El nombre ya se mencionó en 1996, pero siguió siendo un nomen nudum debido a una descripción insuficiente. El holotipo es CV00734, un esqueleto parcial con cráneo que se desenterró en una capa de la formación Shangshaximiao en Meiwang, en la prefectura de Jinyang de Sichuan. Las muestras CV00219, un esqueleto sin cráneo, y JV002, un esqueleto parcial sin cráneo, se asignaron a la especie. Los fósiles fueron excavados desde finales de los años setenta. En la misma publicación se mencionó que hay un "Mamenchisaurus guanyuanensis" aún no descrito, por lo que se considera inválido. Esta especie no ha sido nombrada válidamente hasta ahora.